# Argyrodes sextuberculosus dilutior
Argyrodes sextuberculosus là một phân loài nhện trong họ Theridiidae.
Loài này thuộc chi Argyrodes. Argyrodes sextuberculosus dilutior được Lodovico di Caporiacco miêu tả năm 1940.